# Damir Jurčević
Damir Jurčević (* 19. November 1978 in Rijeka) ist ein ehemaliger kroatischer Skilangläufer. 

## Werdegang
Jurčević, der für den TSK Ravnogorac startete, trat international erstmals bei den Junioren-Skiweltmeisterschaften 1997 in Canmore in Erscheinung. Dort belegte er den 73. Platz über 10 km klassisch, den 70. Rang über 30 km Freistil und den 17. Platz mit der Staffel. Bei den Olympischen Winterspielen 2002 in Salt Lake City nahm er an fünf Rennen teil. Seine beste Platzierung dabei war der 47. Platz im Sprint. Bei den nordischen Skiweltmeisterschaften 2003 im Val di Fiemme lief er auf den 78. Platz über 15 km klassisch, auf den 74. Rang in der Doppelverfolgung sowie auf den 56. Platz im Sprint und bei den nordischen Skiweltmeisterschaften 2005 in Oberstdorf auf den 92. Platz über 15 km Freistil und auf den 67. Rang im Sprint. In der Saison 2005/06 absolvierte er in Düsseldorf sein erstes von insgesamt sechs Weltcuprennen, welches er auf dem 61. Platz im Sprint beendete und belegte bei den Olympischen Winterspielen 2006 in Turin den 70. Platz über 15 km klassisch, den 60. Rang im Sprint sowie zusammen mit Denis Klobučar den 20. Platz im Teamsprint. In der folgenden Saison erreichte er in Changchun mit dem 34. Platz über 15 km Freistil seine beste Einzelplatzierung im Weltcup und errang bei den nordischen Skiweltmeisterschaften 2007 in Sapporo den 101. Platz über 15 km Freistil. In den folgenden Jahren nahm er an Rennen im Rollerski-Weltcup und am Balkan-Cup teil. Bei den nordischen Skiweltmeisterschaften 2013 im Val di Fiemme belegte er den 114. Platz im Sprint.

## Teilnahmen an Weltmeisterschaften und Olympischen Winterspielen

### Olympische Spiele
- 2002 Salt Lake City: 47. Platz Sprint Freistil, 52. Platz 50 km klassisch, 61. Platz 15 km klassisch, 61. Platz 30 km Freistil Massenstart, 69. Platz 20 km Doppelverfolgung
- 2006 Turin: 20. Platz Teamsprint klassisch, 60. Platz Sprint Freistil, 70. Platz 15 km klassisch

### Nordische Skiweltmeisterschaften
- 2003 Val di Fiemme: 56. Platz Sprint Freistil, 74. Platz 20 km Doppelverfolgung, 78. Platz 15 km klassisch
- 2005 Oberstdorf: 67. Platz Sprint klassisch, 92. Platz 15 km Freistil
- 2007 Sapporo: 101. Platz 15 km Freistil
- 2013 Val di Fiemme: 114. Platz Sprint klassisch